# Superòxid dismutasa
La superòxid dismutasa (SOD) és un enzim que catalitza la dismutació de superòxid en oxigen i peròxid d'hidrogen. A causa d'això és una important defensa antioxidant en la majoria de les cèl·lules exposades a l'oxigen. Una de les excepcions es dona en Lactobacillus plantarum i en lactobacilli atès que posseeixen un mecanisme diferent.

## Reacció
La dismutació catalitzada per SOD del superòxid pot representar-se com les següents semireaccions:
- M(n+1)+ − SOD + O₂− → Mn+ − SOD + O₂
- Mn+ − SOD + O₂− + 2H+ → M(n+1)+ − SOD + H₂O₂.

on M = Cu (n=1); Mn (n=2); Fe (n=2); Ni (n=2).
En aquesta reacció l'estat d'oxidació del catió metàl·lic oscil·la entre n i n+1.